# Ivo Cramér

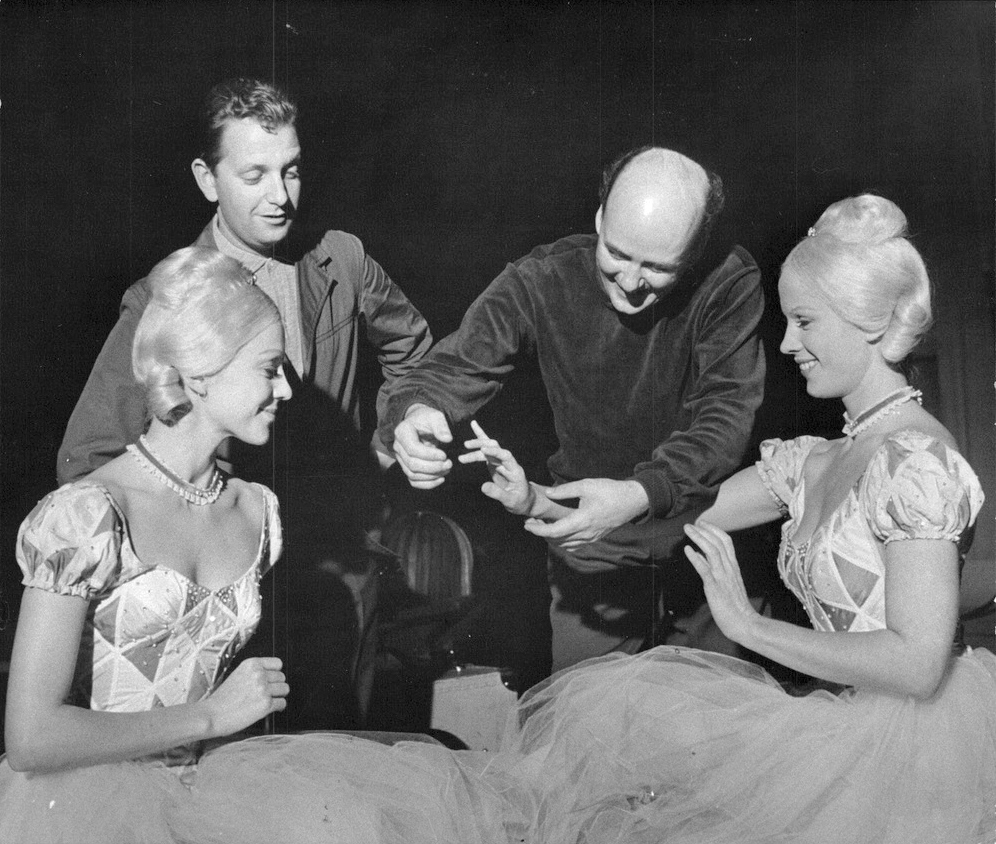
Dos hermanas, Gerd a la izquierda y Bibi Andersson a la derecha, junto con el diseñador de vestuario Mago e Ivo Cramér durante el rodaje en 1969.

Ivo Cramér (5 de marzo de 1921 - 30 de abril de 2009) fue un bailarín, coreógrafo y director de nacionalidad sueca.

## Biografía
Su nombre completo era Martin Fredrik Carl Cramér, y nació en Gotemburgo, Suecia, siendo su padre Carl-Rudolf Cramér y su tío Harald Cramér. 
Educado bajo la dirección de Birgit Cullberg y Kurt Joos-Lederer, se inició con la  compañía de ballet Cullberg. En 1945–47 formó el primer ballet Cramér, y en 1946–47 fundó y dirigió, junto a Birgit Cullberg, el Svenska Dansteatern. Fue director de ballet en 1948–49 en el Teatro Nacional de San Carlos, en Lisboa. Después, en los años 1967 a 1975 y 1980 a 1986 dirigió un nuevo ballet Cramér, y desde 1975 a 1980 fue director de ballet de la Ópera Real de Estocolmo. 
En total, a partir de los años 1940 Cramér creó 200 obras de ballet y 140 representaciones de ópera, opereta, musicales, revistas y producciones televisivas, tanto suecas como extranjeras. 
Cramér tuvo una estrecha colaboración con Kjell Kraghe, dirigiendo dos de las revistas de Kraghe y produciendo conjuntamente un espectáculo de danza para el Riksteatern. 
Ivo Cramér falleció en Estocolmo, Suecia, en el año 2009. Estuvo casado con Tyyne Talvo Cramér.

## Premios
- 1962 : Medalla Carina Ari
- 1988 : Premio Litteris et artibus
- 1991 : Medalla de oro del Sindicato Teaterförbundet
- 1996 : Premio cultural del Municipio de Strömstad

## Filmografía (selección como coreógrafo)
- 1944 : Flickan och Djävulen
- 1961 : Karneval
- 1984 : Ronja Rövardotter
- 1990 : Kronbruden (TV)

## Teatro (selección)

### Director
- 1956 : Can-Can, de Cole Porter y Abe Burrows, Teatro Oscar[1]
- 1958 : Madame Pompadour, de Rudolf Schanzer, Ernst Welisch y Leo Fall, Teatro Oscar[2]
- 1962 : Drei Walzer, de Johann Strauss (padre), Johann Strauss II, Paul Knepler y Armin Robinson, Teatro Oscar[3]
- 1963 : Boyfriend, de Sandy Wilson, Scalateatern
- 1969 : Promises, Promises, de Burt Bacharach, Hal David y Neil Simon, Teatro Oscar[4]
- 2002-2003 : Jeppe paa Bierget, de Ludvig Holberg, adaptación de Kent Andersson, Teatro de Gunnebo Slott

### Coreógrafo
- 1961 : La posada del Caballito Blanco, de Hans Müller y Ralph Benatzky, dirección de Egon Larsson, Teatro Oscar[5]